# Musitaci
Musitaci fou bisbe de València a la primera meitat del segle vii entre el 633 i el 646.